# Humbert V de Chevron
Humbert de Chevron ou de Villette, dit Humbert V, († entre 1361 et 1367) est un noble savoyard, seigneur de Chevron, issu de la famille de Chevron Villette. Il est bailli du Chablais à deux reprises au cours du XIVe siècle, avant d'hériter du vidomnat de Sion.

## Biographie

### Origines
La date de naissance de Humbert de Chevron reste inconnue, mais il est mentionné pour la première fois en 1318. Il est le fils du chevalier et seigneur Humbert (IV) de Villette et de Demoiselle Philippine,. Son père serait bailli du Bugey et de Novalaise, ainsi que châtelain de Rossillon, entre 1306 et 1309.
Humbert est marié avec Amphélise (ou Ancilésie/Ancilidie), fille unique et héritière de Pierre (II) d'Aigle, vidomne et sénéchal de la cité de Sion, et de Jeannette de Blonay,.

### Seigneur savoyard et valaisan
Humbert de Chevron devient bailli du Chablais pour le comte de Savoie en 1319, puis à nouveau entre 1328 et 1330. Il est châtelain d'Évian et Féternes de septembre 1318-6 juin 1320, puis de 1340 à 1343.
À la mort de son beau-père, en 1343, il hérite des droits sur la sénéchalie épiscopale de Sion et les vidomnats d'Aigle, Sion-Bramois, Sierre et Viège, avec des doits aux Ormonts, à Ardon-Chamoson, Grône, Chalais, Verconrin, Muzot, Bernune, Rarogne et Naters. Le vidomnat de Sion-Bramois est reconnu à la suite d'un arbitrage en 1344, ceux de Sierre et de Viège sont soumis à une enquête. Il achète les droits de la famille d'Ollon sur le vidomnat de Sion. Le titre de vidomne de Sion reste dans la famille de Chevron Villette jusqu'en 1560.
Il devient par ailleurs le premier le châtelain de Beaufort le 19 juillet 1355, à la suite de l'obtention de la baronnie du Faucigny par le comte de Savoie, avant de devenir membre du Conseil résident de Chambéry.

### Mort et succession
Humbert de Chevron meurt entre 1361 et « avant 1367 »,. Son corps est inhumé à l'abbaye de Tamié.
Ses fils, Humbert [VI] et Pierre [I], sont covidomnes de Sion. Pierre devient le second sénéchal et hérite de l'ensemble des vidomnats de son père.
Sa fille Marguerite est mariée vers 1367 à Humbert d'Arvillard « en Allevard », surnommé le Bâtard de Savoie, fils du comte Aymon,,. Ce dernier avait épousé en premières noces, Andize d'Arvilars.
Une partie de la famille de Chevron Villette fait souche dans cette partie de la Suisse.

## Famille
Humbert de Chevron épouse Amphélise ou Ancilidie († v. 1377/78), fille de Pierre (II) d'Aigle,. Ils ont trois enfants
- Humbert [VI] († 1384/91).
- Pierre [I] († v. 1419). ∞ Catherine Asperlin, 
  - Humbert [VII]
  - Jean [II].
- Marguerite. ∞ Humbert, « Bâtard de Savoie ». Sans postérité.